# Japorã
Japorã es un municipio brasileño ubicado en el sur del estado de Mato Grosso del Sur, habiendo sido fundado el 30 de abril de 1992.
Situado a una altitud de 357 m s. n. m., su población según los datos del IBGE es de 7752 habitantes, posee una superficie de 419 km², dista de 4500 km de la capital estatal Campo Grande.
El clima es tropical húmedo, el periodo lluvioso es de octubre a marzo. La temperatura en el mes más frío ronda entre los 14 °C y 15 °C, hay ocurrencia de heladas meteorológicas. Las precipitaciones varían entre 1400 a 1700 mm anuales.